# Oliver Bromby
Oliver Bromby (30 de marzo de 1998) es un deportista de Reino Unido que compite en atletismo. Ganó una medalla de plata en el Campeonato Europeo de Atletismo Sub-23 de 2019, en la prueba de 100 m.